# 若者たちの大神
『若者たちの大神』（わかものたちのおおがみ）は、朝日ジャーナル誌上で筑紫哲也が行った「若者たちの神々」の1つ上の世代の人たちとの対談集。
朝日ジャーナル誌 1986年11月7日号から1987年4月17日号に連載された企画  「時代の気分を語る〈若者たちの大神〉」  を単行本化した本。「若者たちの神々」より1つ上の世代の名を成した人物、人気を集めている者、支持を集めている人たちと対談し、その気分や考えを探ろうとした連載企画。「若者たちの神々」 「新人類の旗手たち」（後に単行本化され『新人類図鑑』1 2 に） 「元気印の女たち」 に続く対談連載。対談者（筑紫哲也）が 同世代の人たちに臨んだ対談。先行する成功企画にあやかった企画であったが、さすがに新規性に乏しくこの対談集は特に注目を集めることもなく終わった。

## 対談した大神たち
- 井上ひさし【小説家・劇団「こまつ座」座付作者】1934年山形県生まれ。
- 大島渚【映画監督】1932年京都生まれ。
- 山崎正和【劇作家・大阪大学教授（演劇学）・評論家】1934年京都生まれ。
- 富岡多恵子【詩人・小説家】1935年大阪生まれ。
- 李恢成【新聞記者を経て、作家】1935年サハリン生まれ。
- 筒井康隆【作家】1934年大阪生まれ。
- 森毅【京都大学教養部教授（数学）】1928年東京生まれ。
- 山口昌男【東京外国語大学アジア・アフリカ言語文化研究所教授・人類学者】1931年北海道生まれ。
- 手塚治虫【漫画家】1928年大阪生まれ。
- 石原慎太郎【作家・参議院議員、衆議院議員、環境庁長官を経験】1932年神戸生まれ。
- 西部邁【東京大学教養学部教授・保守派論客】1939年北海道生まれ。
- 澤地久枝【作家】1930年東京生まれ。
- 阿久悠【広告代理店勤務を経て、作詞家】1937年兵庫県淡路島生まれ。
- 横沢彪【フジテレビプロデューサー】1937年群馬県生まれ。
- 岸田秀【和光大学教授】1933年香川県生まれ。
- 大城立裕【戯曲家・小説家・1986年に沖縄県立博物館長退職】1925年沖縄県中城村生まれ。
- 磯崎新【建築家】1931年大分市生まれ。
- 武満徹【作曲家】1930年東京生まれ。
- 菅直人【政治家】1946年山口県生まれ。
- 野坂昭如【小説家・参議院議員を経験】1930年鎌倉生まれ。
- 別役実【不条理劇作家・童話作家・社会批評家】1937年旧満州生まれ。
- 堤清二【西武セゾングループを構築】1927年東京生まれ。

（※肩書き、誕生地は対談集の記載より。）

## 書籍
- 『若者たちの大神』（1987年8月31日、朝日新聞社）ISBN 4-02-255738-9